# Крытышин
Крытышин (бел. Крытышын) — агрогородок в Брестской области Белоруссии. Население — 582 человек (1999).

## География
Крытышин расположен в 11 километрах к югу от Иваново, в 9 километрах от железнодорожной станции Янов-Полесский на линии Брест—Лунинец и в 151 километре от Бреста. До 2013 года агрогородок был административным центром Крытышинского сельсовета, с 2013 года — в подчинении Рудского сельсовета. Входит в Ивановский район.

## История
В 1866—1921 годах Крытышин находился в составе Ивановской волости Кобринского уезда Гродненской губернии. В 1921—1939 года агрогородок находился в составе Яновской гмины Дрогичинского повета Полесского воеводства Польши, с 1939 года — в составе Белоруссии.
С 15 января 1940 по 8 января 1954 года Крытышин входил в Ивановский район Пинской области, с 8 января 1954 года — Брестской. С июня 1941 по 1944 года, в годы Великой Отечественной войны, агрогородок был оккупирован немецкими войсками.

## Население
| Год       | 1998 | 1999 |
| --------- | ---- | ---- |
| Население | 625  | ▼582 |